# 廖慶
廖慶（1481年—？），字體善，福建興化府莆田縣人，民籍，明朝政治人物。

## 生平
正德五年（1510年）庚午科福建鄉試第八十六名舉人，六年（1511年）中式辛未科會試第一百三十一名，二甲第九十六名進士。

## 家族
曾祖廖勝宗；祖父廖文珪；父廖大訓，母陳氏。慈侍下。